# Väckelse

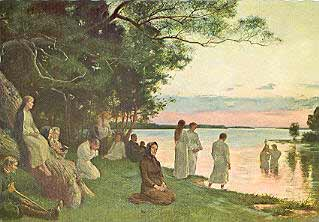
Baptisterna – målning av Gustaf Cederström (1886)

En väckelse är en period av ökad religiös aktivitet. Väckelserörelser är kända från kristendomen men även inom andra religioner som islam och hinduism, något som i vissa fall lett till bestående organisationer eller trossamfund.
I Sverige är begreppet framför allt förknippat med folkväckelsen under 1800-talet.
En väckelses främsta kännetecken är att många människor upplever sig ha blivit ”frälsta” (omvända) och helbrägda som resultat av den kristna förkunnelsen, och att väckelsen därigenom indirekt påverkar samhället. Med väckelse avses vanligtvis en specifik expansiv period, ibland lokalt avgränsad, men ofta omfattande hela länder och till och med världsdelar. Väckelse bygger på en rörelse hos allmänheten, till skillnad från införande av kristen tro genom påbud från regenter.
Även under 1900-talet inföll flera perioder som betecknats som väckelseperioder. Pingströrelsens framväxt på 1910- och 1920-talen kan till exempel nämnas. Kristendomens tillväxt på många ställen i Asien, såsom i Sydkorea, där numera bland annat världens största pingstförsamling återfinns, är ett annat exempel.
Inom svensk kristenhet har begreppet väckelse använts främst inom frikyrkorna, men det finns också exempel på väckelser inom Svenska kyrkan, såsom den konservativa pietismen, schartauanismen, læstadianismen och Svenljungaväckelsen. Många väckelser kan kopplas samman med enskilda predikanter, såsom Frank Mangs och väckelsen i Oslo på 1920-talet, Berthil Paulson och väckelsen i Nässjö. Ett annat fenomen intimt sammankopplat med väckelsen var läseriet, och det var inte ovanligt att väckelsearbetet bars upp av enskilda ”meniga” kristna.

## Väckelsens aspekter

### Väckelsekristendom som teologi
Väckelsekristendom kan ses som en inriktning på bibelläsning och fromhet. Den kännetecknas av en betoning av den enskildes omvändelse och helgelse, och vikten för den enskilde att leva ett hängivet kristet liv. Frälsningen ses inte som möjlig utan en personlig och offentligt bekänd tro. Väckelsekristna rörelser är ofta välvilligt inställd till karismatiska fenomen, grundade i en personlig relation med Jesus.

### Sociologiska aspekter
Väckelser har studerats med sociologiska metoder. Bland väckelsekristna troende ser man gärna förklaringar till väckelsen i form av bön, andeutgjutelse och andlig hängivenhet. Vetenskapens enda instrument är sociologin, och man har sökt påvisa samband mellan väckelsen och 1800-talets urbanisering, internationella kontakter, etcetera[källa behövs]

### Traditioner
- Alphakurs
- Botbänk
- Bönegrupp
- Eftermöte
- Husförsamling
- Konventikel
- Livfull sång
- Möte
- Syndarens bön
- Syskonkärlek
- Väckelsemöte
- Väckelsepredikant

## Andra kända väckelser
- Det stora uppvaknandet, i vad som skulle komma att bli USA, på 1700-talet.
- De väckta i Finland från 1700-talet
- Väckelsen i Wales 1904–1905
- Korpelarörelsen, ursprungligen læstadiansk väckelserörelse i Tornedalen på 1930-talet.